# Eukiefferiella solungulata
Eukiefferiella solungulata är en tvåvingeart som beskrevs av Pankratova 1950. Eukiefferiella solungulata ingår i släktet Eukiefferiella och familjen fjädermyggor. Inga underarter finns listade i Catalogue of Life.